# Jessica Hélène Mattoni
Jessica Hélène Mattoni (San Benedetto del Tronto, 30 agosto 1990) è una ginnasta italiana.
Gareggia con la World Sporting Academy, presso cui allena anche ginnaste più piccole.
È stata la terza ginnasta sanbenedettese a vestire la maglia azzurra, dopo i due fratelli Pasquale e Giovanni Carminucci; ha partecipato alla Serie A1 e Serie A2, agli assoluti, a 3 edizioni del Trofeo Città di Jesolo e ai Mondiali di Rotterdam 2010.
Ha partecipato ai mondiali di Rotterdam 2010, a diverse edizioni dei campionati assoluti, e ad entrambe le edizioni della Golden League. 
Agli Assoluti di Ancona 2014 vince la medaglia di bronzo alla trave.
Nel giugno 2023 diventa Massofisioterapista. 